# 6854 Georgewest
6854 Georgewest è un asteroide della fascia principale. Scoperto nel 1987, presenta un'orbita caratterizzata da un semiasse maggiore pari a 2,4226741 au e da un'eccentricità di 0,2163964, inclinata di 1,83160° rispetto all'eclittica.